# Treehouse of Horror X
«Treehouse of Horror X» (рус. Маленький домик ужасов на дереве 10) — четвёртый эпизод одиннадцатого сезона мультсериала «Симпсоны».

## Сюжет
По телевизору идет программа, посвящённая Хэллоуину. В качестве ведущих выступают Кэнг и Кодос, которые прилетели на шоу в ракете, похожей на тыквенную голову.

### I Know What You Diddily-Iddily-Did
(рус. Я знаю, что вы сделали-делали-елали)
Пародия на фильм «Я знаю, что вы сделали прошлым летом». Симпсоны едут домой по ночной трассе. Мардж случайно сбивает Неда Фландерса. Гомер решает замять преступление: он приносит Неда с собой на крышу и изображает, будто Фландерс чинит крышу, а затем скидывает труп с крыши, подстраивая смерть Фландерса. На похоронах Гомер произносит речь. Но когда семья возвращается домой, то замечает угрожающую надпись на двери своего дома. Надпись начинает появляться по всему дому, а позже появляется и тот, кто её писал: страшная фигура в чёрном плаще. Симпсоны решают, что фигура хочет убить их, и пытаются сбежать на машине. Но у них кончается бензин, и им приходится выйти. Загадочным преследователем оказывается Нед Фландерс. Он рассказывает Симпсонам о том, как однажды, во время пробежки, его укусил волк-оборотень, а затем его сбила Мардж. Во время рассказа наступает полнолуние и Нед превращается в оборотня. Все Симпсоны, за исключением Гомера, убегают. Замешкавшегося Гомера загрызает Фландерс-оборотень, на чём и заканчивается история.

### Desperately Xeeking Xena
(рус. В отчаянных поисках Зены)
В Спрингфилдской начальной школе проводится проверка сладостей. Мешок со сладостями Нельсона застревает в проверочном аппарате. Сразу же происходит замыкание, и в Барта с Лизой стреляет радиацией. Барт ударяется о стену, а Лиза — о складную трибуну. Когда дети приходят в себя, то замечают, что у них появились суперспособности — Лиза начинает обладать суперсилой, а Барт начинает растягиваться до невероятных размеров. После этого они становятся супергероями под именами Растягай и Кувалда. На собрании супергероини Зены из сериала «Зена — королева воинов» появляется Продавец Комиксов и похищает её (на самом деле он похитил актрису Люси Лоулесс, которая её играет). Когда Барт и Лиза увидели, как её похищают, то сразу же бросились в убежище Продавца Комиксов (то есть его магазин). Но во время сражения Продавцу Комиксов удаётся выстрелить в Лизу, а в Барта попасть ружьём. Он связывает героев и решает бросить их в ванную с суперклеем. Но тут освобождается Зена. Ей удаётся ослабить злодея, и ради победы Продавец Комиксов достаёт из коробки меч Дарта Мола, но тут понимает, что «раз меч не в коробке — значит он ничего не стоит». В ужасе от сотворенного злодей случайно падает в суперклей и застывает. А Зена тем временем освобождает Барта и Лизу и летит вместе с ними к их дому. Лиза замечает, что Зена не летает, на что Люси отвечает: «Я же сказала, что я не Зена».

### Life’s a Glitch, Then You Die
(рус. Жизнь это вирус, а потом смерть)
Во время Нового 2000 года из-за того, что Гомер не перепрограммировал компьютеры, вся техника в мире сходит с ума, из-за чего Земле грозит конец света. Клоун Красти умирает на улице из-за своего кардиостимулятора. Барт находит у него письмо о том, что проводится эвакуация на ракете, летящей на Марс, но на Марс могут полететь только Лиза и один из её родителей. Лиза выбирает Мардж и Мэгги, и они летят на Марс. Гомер и Барт остаются на Земле, но находят другую ракету и садятся в неё. Однако позже выясняется, что ракета летит на Солнце. Гомер решает выпрыгнуть из ракеты вместе с Бартом, потому что ему не нравится лететь в ракете, так как в ней летят второсортные актёры кино и телевидения. Они выходят в открытый космос без скафандров, и их головы взрываются.